# Nambya (langue)
Pour les articles homonymes, voir Nambya.

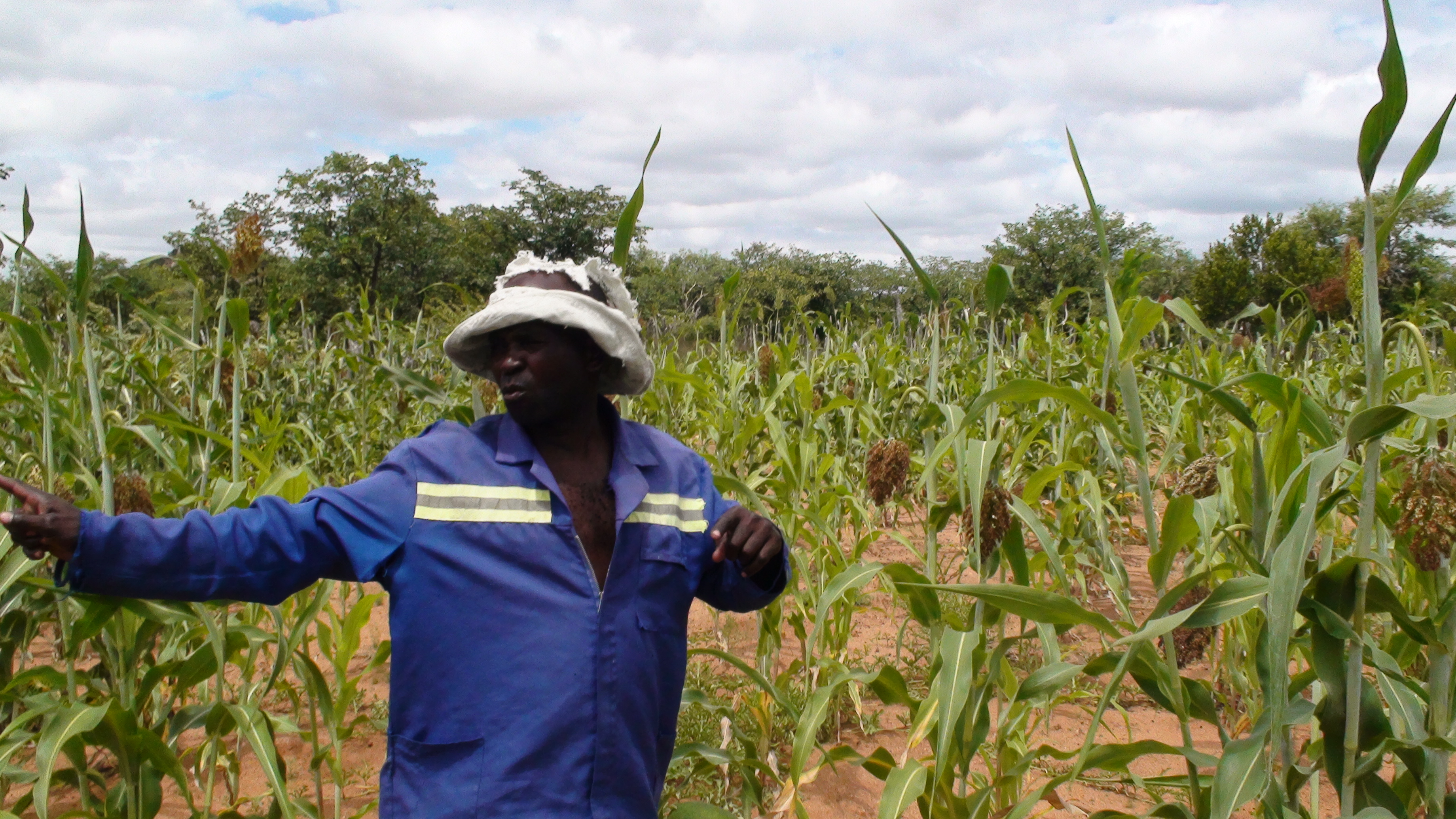
Agriculteur de Nambya

Le nambya (ou chinambya, nambzya, nanzva) est une langue bantoue du groupe shona parlée principalement au Zimbabwe – où elle figure parmi les 16 langues officielles – également au Botswana.
Le nombre total de locuteurs est supérieur à 100 000. En 2000 on en dénombrait environ 90 000 au Zimbabwe et en 2004 on en comptait 15 000 au Botswana. 